# Anton Guffanti
Anton Guffanti (* 1828 in Köln; † 16. März 1904 ebenda) war ein Kölner Gutsbesitzer, Kunstsammler und Mäzen. Er stiftete Köln ein Werkstättenhaus für Behinderte und Niederberg den Grundstock für einen Neubau der Kirche St. Johannes der Täufer.
Anton Guffanti war der Sohn des Kölner Maklers Winand Guffanti († 1865) und der Maria Gertrud, geb. Kramer († 1863). Winand Guffanti handelte in Köln und Umgebung mit Ländereien. Er war vielfacher Guts- und Burgenbesitzer u. a. der Lauvenburg bei Zülpich sowie des von ihm auf Rodeland des Niederberger Busches gebauten nach seiner Frau benannten Gertrudenhofes. 
Nach dessen Tod erbte Anton den Gertrudenhof und kaufte dazu noch die Burg Niederberg. Anton hatte noch sieben Geschwister.

## Stiftungen
Von diesem Gertrudenhof gab er 1886 über 8 ha zu Gunsten des Pfarrfonds der katholischen Gemeinde Niederberg ab, damit ein geeigneter Pfarrer gefunden werden konnte. Zudem beteiligte er sich an den Kosten des Neubaus eines Pfarrhauses. Zuletzt stellte er für den Neubau der Kirche St. Johannes der Täufer 50.000 Mark zur Verfügung.
Guffanti starb unverheiratet 1904 im Alter von 75 Jahren in seiner Kölner Wohnung am Brüsseler Platz 22. In seinem Testament vermachte er aus seinem großen Grund- und Barvermögen im Werte von 628.000 Mark etwa 300.000 Mark der Stadt Köln „für die Einrichtung und Unterhaltung eines Hauses für Verkrüppelte“. 
Am 6. Mai 1915 beschloss die Stadtverordnetenversammlung in Köln, aus den Stiftungsgeldern ein Gebäude unter dem Namen „Guffanti-Haus“ auf dem Gelände der schon bestehenden „Stiftung Dormagen“ zu errichten und das Guffanti-Haus den Gebäulichkeiten des Dormagen’schen „Krüppelheims“ anzugliedern. Heute sind die Stiftungen zusammengefasst.
Im Jahre 1906 erwarb das Wallraf-Richartz-Museum als Vermächtnis  des Anton Guffanti von Peter Joseph Guffanti, Brüssel, eine Reihe von Gemälden.